# Ulrich Thomsen
Ulrich Thomsen est un acteur danois, né le 6 décembre 1963 à Odense (île de Fionie).

## Biographie

### Jeunesse et formation
Ulrich Thomsen naît le 6 décembre 1963 à Odense, sur l'île de Fionie.
En 1989, il rentre à l'école nationale danoise de théâtre et de danse contemporaine, d'où il sort diplômé en 1993,.

### Carrière
En 1993, Ulrich Thomsen commence sa carrière d'acteur à la télévision, en apparaissant dans le téléfilm Slaget på tasken de Thomas Vinterberg. L'année suivante, il a un petit rôle au grand écran avec le thriller Le Veilleur de nuit (Nattevagten) d'Ole Bornedal.
En 1996, il retrouve le réalisateur Thomas Vinterberg pour la comédie dramatique Les Héros (De største helte), ainsi que les films dramatiques Festen (1998) — pour lequel il reçoit les Bodil et Robert du meilleur acteur — et La Communauté (Kollektivet, 2016).
En 1999, il incarne le chef de sécurité russe d'Elektra King (personnage interprété par Sophie Marceau), ennemie de James Bond, dans le film d'espionnage américano-britannique Le monde ne suffit pas (The World Is Not Enough) de Michael Apted.
En 2000, il endosse les costumes du fin XIXe siècle dans le thriller Le Poids de l'eau (The Weight of Water) de Kathryn Bigelow, adapté du roman du même titre d'Anita Shreve qui s'inspire d'un véritable meurtre survenu à Isles of Shoals en 1873.
En 2004, il obtient un rôle principal, aux côtés de Connie Nielsen et Nikolaj Lie Kaas, dans le film dramatique Brothers (Brødre) de Susanne Bier. Pour ce rôle, il récolte la Coquille d'argent du meilleur acteur au Festival de Saint-Sébastien.
En 2005, il est néo-nazi dans la comédie dramatique noire Adam's Apples (Adams æbler) d'Anders Thomas Jensen et maître du templier dans le film historique Kingdom of Heaven de Ridley Scott.

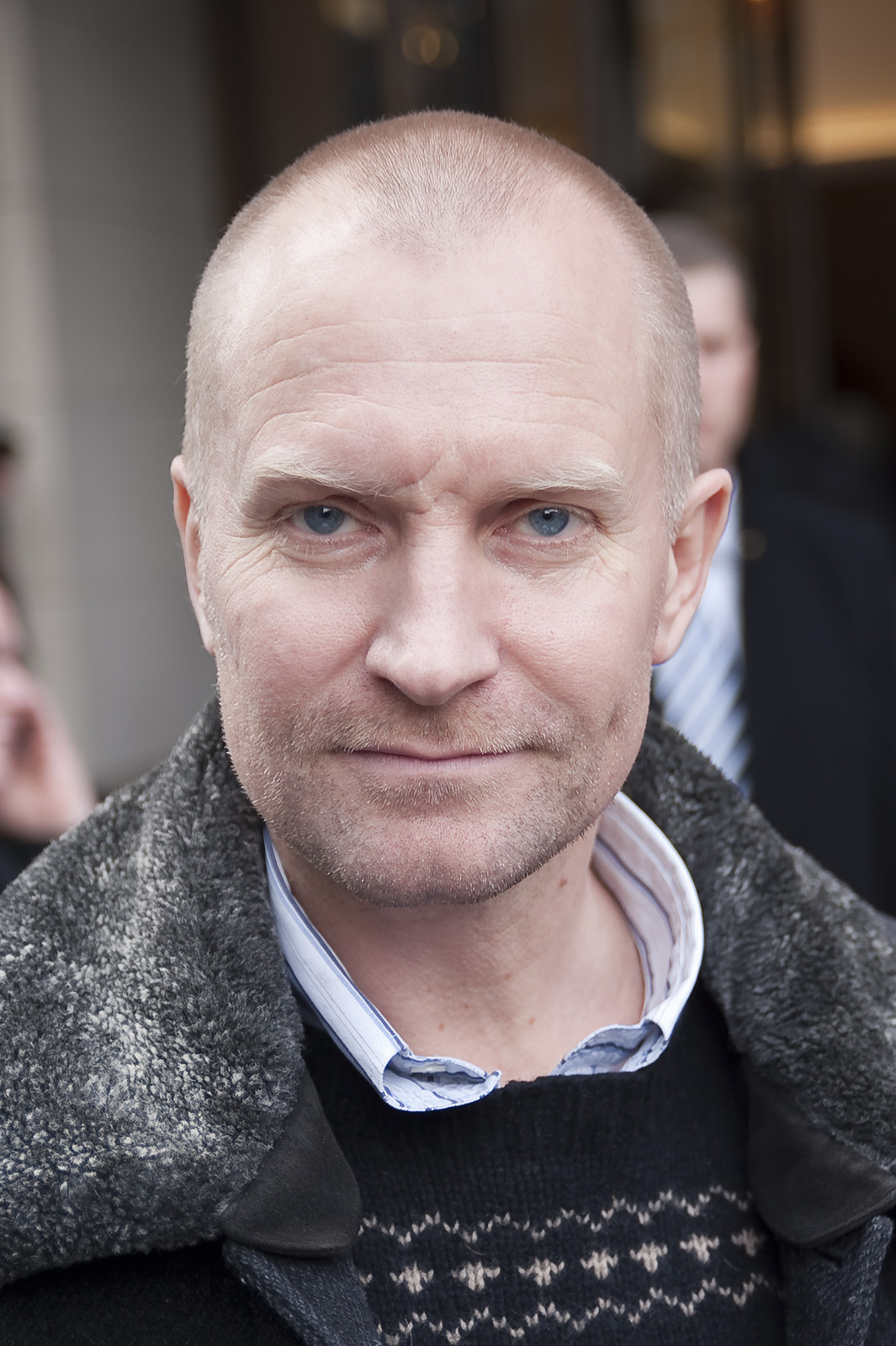
Ulrich Thomsen, en 2009.

En 2009, il est président-directeur général d'IBBC à Lyon dans le thriller L'Enquête (The International) de Tom Tykwer, inspiré du scandale entourant la banque Bank of Credit and Commerce International.
En 2013, il est officier nazi dans le film dramatique Le Grand Cahier (A nagy füzet) de János Szász, adapté du roman éponyme de la romancière suisse Agota Kristof ; il s'agit d'un drame postmoderne anti-guerre, une vaste parabole sur l'effet dévastateur de la guerre sur la psychologie des enfants.
En 2015, il incarne l'entraîneur Richard Møller Nielsen en plein Championnat d'Europe de football 1992 dans la comédie sportive Été 1992 (Sommeren '92) de Kasper Barfoed, pour lequel il obtient le prix Robert du meilleur acteur.
En juin 2019, on apprend qu'il est choisi pour le rôle du commissaire Carl Mørck dans le thriller Les Enquêtes du département V : Effet Marco (Marco effekten, 2021) de Martin Zandvliet.
En 2020, il incarne Henrik Kauffmann, ambassadeur de Danemark à Washington aux États-Unis pendant la Seconde Guerre mondiale, dans le film biographique Vores mand i Amerika de Christina Rosendahl.

## Filmographie

### Cinéma

#### Longs métrages
- 1994 : Le Veilleur de nuit (Nattevagten) d'Ole Bornedal : Rod
- 1996 : Potland de Niels Arden Oplev : Lasse
- 1996 : Les Héros (De største helte) de Thomas Vinterberg : Peter
- 1997 : Sekten de Susanne Bier : Svane
- 1998 : Baby Doom de Peter Gren Larsen : Magnus
- 1998 : Festen de Thomas Vinterberg : Christian
- 1998 : La Nuit des vampires (Nattens engel) de Shaky González : Alex
- 1999 : Le monde ne suffit pas (The World Is Not Enough) de Michael Apted : Davidov
- 2000 : Le Poids de l'eau (The Weight of Water) de Kathryn Bigelow : John Hontvedt
- 2000 : Lumières dansantes (Blinkende Lygter) d'Anders Thomas Jensen : Peter
- 2001 : Chère Martha (Bella Martha) de Sandra Nettelbeck : Sam Thalberg
- 2001 : The Zookeeper de Ralph Ziman : Dragov
- 2001 : Mike Bassett: England Manager de Steve Barron : le professeur Shoegaarten
- 2001 : P.O.V. de Tómas Gislason : Henrik
- 2002 : Feu de glace (Killing Me Softly) de Kaige Chen : Klaus
- 2002 : Max de Menno Meyjes : le capitaine Mayr
- 2003 : Inheritance (Arven) de Per Fly : Christoffer
- 2003 : Baby de Linda Wendel : Marc
- 2003 : Blueprint de Rolf Schübel : Dr Martin Fisher
- 2004 : The Rocket Post de Stephen Whittaker : Gerhard Zucher
- 2004 : Brothers (Brødre) de Susanne Bier : Michael
- 2004 : Sergeant Pepper de Sandra Nettelbeck : le chanteur Johnny
- 2005 : Adam's Apples (Adams æbler) d'Anders Thomas Jensen : Adam Pedersen
- 2005 : Kingdom of Heaven de Ridley Scott : le maître du templier
- 2005 : Allegro de Christoffer Boe : Zetterstrøm
- 2006 : Sprængfarlig bombe de Tomas Villum Jensen : Tonny Jensen
- 2006 : Désir d'amour (Der Liebeswunsch) de Torsten C. Fischer : Jan
- 2007 : Ópium: Egy elmebeteg nö naplója de János Szász : Dr Brenner
- 2007 : The Substitute (Vikaren) d'Ole Bornedal : Jesper Osböll
- 2007 : Hitman de Xavier Gens : Mikhail Belicoff
- 2008 : The Broken de Sean Ellis : Dr Robert Zachman
- 2008 : Den du frygter de Kristian Levring : Mikael
- 2008 : Reservations d'Aloura Melissa Charles : Leigh
- 2009 : Lulu et Jimi (Lulu und Jimi) d'Oskar Roehler : Harry Hass
- 2009 : L'Enquête (The International) de Tom Tykwer : Jonas Skarssen
- 2009 : Duplicity de Tony Gilroy : le grand en costume suisse
- 2009 : Tell-Tale de Michael Cuesta : Dr Lethe
- 2010 : Centurion de Neil Marshall : Gorlacon
- 2010 : Il était une fois un meurtre (Das letzte Schweigen) de Baran bo Odar : Peer Sommer
- 2010 : Revenge (Hævnen) de Susanne Bier : Claus
- 2011 : Le Dernier des Templiers (Season of the Witch) de Dominic Sena : Eckhart
- 2011 : The Thing de Matthijs van Heijningen Jr. : Dr Sander Halvorson
- 2013 : Le Grand Cahier (A nagy füzet) de János Szász : Tiszt, l'officier nazi
- 2013 : Miraklet de Simon Staho : Jakob
- 2014 : A Second Chance (En chance til) de Susanne Bier : Simon
- 2015 : Charlie Mortdecai (Mortdecai) de David Koepp : Romanov
- 2015 : Shadow of a Hero (Skyggen af en helt) de Laurits Munch-Petersen : Gustaf (voix)
- 2015 : Été 1992 (Sommeren '92) de Kasper Barfoed : Richard Møller Nielsen
- 2016 : La Communauté (Kollektivet) de Thomas Vinterberg : Erik
- 2016 : In Embryo de lui-même : Peter
- 2017 : Dræberne fra Nibe d'Ole Bornedal : Edward
- 2017 : Darling de Birgitte Stærmose : Kristian
- 2018 : I krig & kærlighed de Kasper Torsting : Müller
- 2019 : Gut gegen Nordwind de Vanessa Jopp : Bernhard, l'époux d'Emmi
- 2019 : Gooseboy de Steen Rasmussen et Michael Wikke : Knud Heinesen
- 2020 : Vores mand i Amerika de Christina Rosendahl : Henrik Kauffmann
- 2020 : A Violent Man de Ross McCall : le gouverneur Goodwillie
- 2020 : Erna i krig de Henrik Ruben Genz : Feldwebel Meier
- 2021 : Les Enquêtes du département V : Effet Marco (Marco effekten) de Martin Zandvliet : Carl Mørck
- 2022 : Tag min hånd de Lars Kaalund : Claes
- 2024 : Les Enquêtes du département V : Promesse (Den grænseløse) d'Ole Christian Madsen : Carl Mørck

#### Courts métrages
- 1996 : De nye lejere de Kenneth Kainz : Peter
- 1996 : Café Hector de Lotte Svendsen : Christian
- 1997 : Royal Blues de Lotte Svendsen : Christian
- 1998 : Tempo de Laurits Munch-Petersen : le conducteur
- 1998 : Valgaften d'Anders Thomas Jensen : Peter
- 1998 : Kys, kærlighed og kroner de Louise Andreasen : Holger
- 2000 : Maries Herz de Verena S. Freytag
- 2000 : Solen er så rød de Jens Arentzen : le vendeur
- 2002 : Den gamle møllerz d'August Johan Hye : un des gangsters culturels
- 2007 : Fremkaldt d'Oliver Zahle : Nikolaj
- 2012 : Aya d'Oded Binnun et Mihal Brezis : M. Overby
- 2014 : Livsforkortelses Ekspert de James Barclay : Michael

### Télévision

#### Téléfilms
- 1993 : Slaget på tasken de Thomas Vinterberg : Slipse-Peter
- 1995 : Mappen de Lars Kaalund
- 1997 : Deadline d'Esben Høilund Carlsen
- 1999 : Dybt vand d'Ole Bornedal : la mouche
- 2003 : Ins Leben zurück de Markus Imboden : Eric Lundgren
- 2009 : Entführt de Matti Geschonneck : Dr Albert Brand
- 2014 : In der Überzahl de Carsten Ludwig : Stig
- 2019 : Wendezeit de Sven Bohse : Jeremy Redman

#### Séries télévisées
- 1996 : Charlot og Charlotte : le médecin (saison 1, épisode 3 : Jeg så ind i dig)
- 1997 : Bryggeren : Gartner Jørgensen (saison 1, épisode 7 : 7. afsnit, 1862-1864)
- 1999 : Naja fra Narjana : Far (mini-série)
- 2000 : Labyrinten : le policier danois (mini-série ; saison 1, épisode 5)
- 2005 : Alias : Ulrich Kottor (saison 4, épisode 13 : Tuesday)
- 2006 : The Virgin Queen : le baron Casper Breuner (mini-série ; 3 épisodes)
- 2007 : The Company : Starik Zhilov (mini-série ; 2 épisodes)
- 2009-2010 : Blekingegade : Jørn Moos (mini-série ; 5 épisodes)
- 2011 : Fringe : l'homme de Zeppelin, alias M. X (saison 3, épisode 19 : Lysergic Acid Diethylamide)
- 2011 : Traque en série (Den som dræber) : Martin Høeg (2 épisodes)
- 2013-2016 : Banshee Origins : Kai Proctor (8 épisodes)
- 2013-2016 : Banshee : Kai Proctor (38 épisodes)
- 2016 : Blacklist : Alexander Kirk (10 épisodes)
- 2017 : Counterpart : Aldrich (9 épisodes)
- 2019-2020 : The New Pope : Dr Helmer Lindegard (mini-série ; 4 épisodes)
- 2019-2021 : Face to Face (Forhøret) : Bjørn Rasmussen (9 épisodes)
- 2021 : Jesusdotcom : l'organisateur (saison 1, épisode 1)
- 2021-2022 : Trom : Les falaises, le vent et la mort : Hannis Martinsson (3 épisodes)

## Distinctions
Sauf indication contraire, les informations mentionnées dans cette section peuvent être confirmées par la base de données cinématographiques IMDb,  présente dans la section « Liens externes ».

### Récompenses
- Roberts 1997 : meilleur acteur dans un second rôle pour Les Héros (De største helte)
- Bodils 1999 : meilleur acteur pour Festen
- Roberts 1999 : meilleur acteur pour Festen
- Bodils 2004 : meilleur acteur pour Inheritance (Arven)
- Festival de Saint-Sébastien 2004 : Coquille d'argent du meilleur acteur pour Brothers (Brødre)
- Roberts 2004 : meilleur acteur pour Inheritance (Arven)
- Fantasporto 2006 : meilleur acteur pour Adam's Apples (Adams æbler)
- Ove Sprogøe Prisen 2015[5]
- Roberts 2016 : meilleur acteur pour Été 1992 (Sommeren '92)

### Nominations
- Prix du cinéma européen 1998 : meilleur acteur pour Festen
- Bodils 2005 : meilleur acteur pour Brothers (Brødre)
- Prix du cinéma européen 1998 : meilleur acteur pour Brothers (Brødre)
- Roberts 2005 : meilleur acteur pour Brothers (Brødre)
- Roberts 2006 : meilleur acteur pour Adam's Apples (Adams æbler)
- Roberts 2008 : meilleur acteur dans un second rôle pour The Substitute (Vikaren)
- Roberts 2009 : meilleur acteur pour Den du frygter
- Bodils 2009 : meilleur acteur pour Den du frygter
- Bodils 2016 : meilleur acteur pour Été 1992 (Sommeren '92)
- Roberts 2017 : meilleur acteur pour 2016 : La Communauté (Kollektivet)
- Roberts 2020 : meilleur acteur pour la série télévisée Face to Face (Forhøret)
- Bodils 2021 : meilleur acteur pour Vores mand i Amerika